# Malá pevnost Terezín
Malá pevnost Terezín je výrazná část města Terezína nacházející se na pravém břehu řeky Ohře při bývalé státní silnici I/8 (nyní silnice II/608) na trase Praha–Teplice–Drážďany asi 60 kilometrů severně od Prahy a 4 kilometry jihozápadně od Litoměřic. Tato původně vojenská pevnost vznikla společně s celým městem Terezínem koncem 18. století na pravém břehu Staré Ohře a již v 19. století sloužila jako vězení. Malá pevnost je součástí národní kulturní památky „Malá pevnost se hřbitovem“.

## První světová válka
Za první světové války sehrála malá pevnost roli žaláře pro odpůrce Rakouska-Uherska a války. V těsné blízkosti Terezína byl zřízen největší zajatecký tábor na českém území. Za první světové války zde byl vězněn srbský nacionalista Gavrilo Princip, který 28. června 1914 spáchal v Sarajevu atentát na Františka Ferdinanda d'Este a jeho choť Žofii Chotkovou. Tato událost byla záminkou k 1. světové války. Princip zemřel v otřesných podmínkách terezínského vězení po čtyřech letech 28. dubna 1918 na tuberkulózu. 

## Druhá světová válka
V době druhé světové války zde od 10. června 1940 do května 1945 sídlila neblaze proslulá věznice pražského gestapa. V tomto období prošlo věznicí kolem třiceti tisíc vězňů.
Mezi zdejší dozorce patřili mj.:
- SS-Hauptsturmführer Heinrich Jöckel (1898–1946)
- SS-Scharführer Hans Lewinsky (1899–1947)
- SS-Scharführer Albert Neubauer (1910–1948)
- SS-Scharführer Wilhelm Schmidt (1911–1946)
- SS-Oberscharführer Stefan Rojko (1910–2000).

Nacisté z tábora uprchli 5. května 1945 večer.
Vlivem špatných hygienických podmínek mezi vězni vypukla začátkem roku 1945 epidemie skvrnitého tyfu, což bylo zjištěno rozborem 90 vzorků od skupiny vězňů z Malé pevnosti, vyslaných na zákopové práce do Hradce Králové. Následně začal český lékař MUDr. Karel Raška organizovat lékařskou pomoc. Dne 4. května dorazila první skupina českých lékařů a dobrovolníci, včetně 50 žákyň ošetřovatelské školy na Bulovce.
Do Terezína dorazily 10. května 1945 jednotky 5. gardové armády pod velením generálporučíka A. I. Rodimceva. Vojenským velitelem Terezína se stal major M. A. Kuzmin. Následujícího dne dorazila sovětská sanitní kolona a 13. května sanitní vlak. Na místě bylo rozvinuto pět armádních nemocnic s kompletním vybavením.

## Po 2. světové válce
V letech 1945–1948 Malá pevnost sloužila jakožto internační tábor pro německé válečné zajatce a dále také pro civilní osoby německé národnosti, které měly být na podkladě Benešových dekretů po válce odsunuty z Československa do Německa. V letech 1960–1994 sídlil v prostorách bývalých vězeňských cel Okresní archiv v Litoměřicích.
Dnes se v Malé pevnosti nalézá sídlo muzejní, kulturní a vzdělávací instituce s názvem Památník Terezín. Těsně před hlavní západní branou Malé pevnosti se nalézá Národní hřbitov Terezín.